# Pelplin
Pelplin (udtale: [ˈpɛlplʲin]; kashubisk: Pôłplëno)  er en by  i den  nordøstlige del af voivodskabet Pommern i det nordlige Polen. Den har   7.456(2021)  indbyggere og et areal på 	4,45 km², og en del af  powiatet (amt) Tczew.
Pelplin  er hjemsted for en af de fineste samlinger af middelalderkunst i Polen på Diocesan Museum i Pelplin.  Den er kendt for det gotiske vartegn Pelplin Katedral, der er en tidligere klosterkirke, en af de største gotiske kirker i Polen. Det tidligere Pelplin kloster er sæde for det romersk-katolske bispedømme Pelplin. Katedralkomplekset med klosteret, det teologiske seminarium, Corpus Christi kirken, bispepaladset og parken osv. er opført som  historisk monument i Polen, som et af de mest værdifulde polske monumenter kulturarvssteder af sin art. 

## Geografi
Pelplin ligger i en dal på begge sider af floden Wierzyca, en venstre biflod til Wisła i Pomerelia, som har udløb ved byen Gniew. Pelplin ligger omkring 11 km vest for Wisła, 12 km sydøst for byen Starogard Gdański, 19 km sydvest for byen Tczew og 50 km  syd for den regionale hovedstad af Gdańsk. Den er omgivet af en kæde af små bakker, dens højde varierer mellem 8 moh. i lavlandet ved Wisła i øst og 86 moh. ved 'Czubatka'-bakken i vest.

## Historie
Pelplins historie er tæt sammenvævet med historien om Pelplin kloster, som ifølge klostrets krønike blev grundlagt i 1274 af Mestwin 2. hertug af Pommern.
Klosteret Pelplin havde en forløber i cisterciensernes kloster i Pogódki beliggende ved det øvre løb af Wierzyca, som var blevet grundlagt i 1258 af Sambor 2. hertug af Pommern. I 1276 begyndte munkene, som var kommet fra Doberan kloster i Mecklenburg til Pogódki, at overføre deres kloster til Pelplin.
I 1772, under Polens første deling mellem Rusland, Østrig og Preussen, blev Pelplin annekteret til Kongeriget Preussen, i 1773 blev den inkluderet i den nydannede provins Vestpreussen, bestående af netop annekteret polsk territorium, og den religiøse og politiske diskrimination af  polakkerne intensiveredes kraftigt, og Pelplin var udsat for germanisering.